# Michael Wolgemut
Michael Wolgemut  (Wohlgemuth) (Nürnberg, 1434 – Nürnberg, 1519. november 30.) német festő és fametszőmester, Hans Pleydenwurff tanítványa, a régebbi frank iskola legfontosabb képviselője és Albrecht Dürer tanára. A szász választófejedelem Frigyes Weisen a wittenbergi várában is dolgozott. A háború miatt elvesztek ottani munkái, így Bölcs Frigyes választófejedelem portréja is. 

## Élete és munkássága

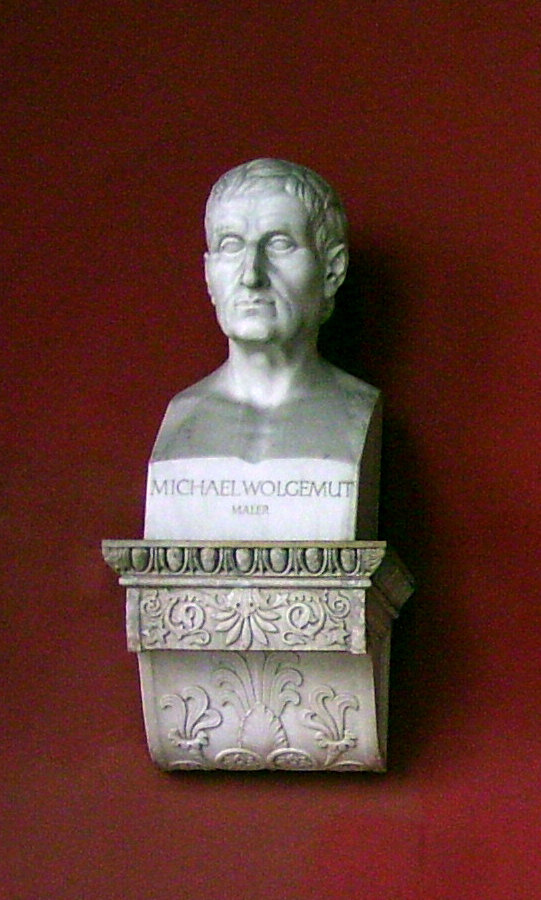
Wolgemut mellszobra a müncheni Ruhmeshallében

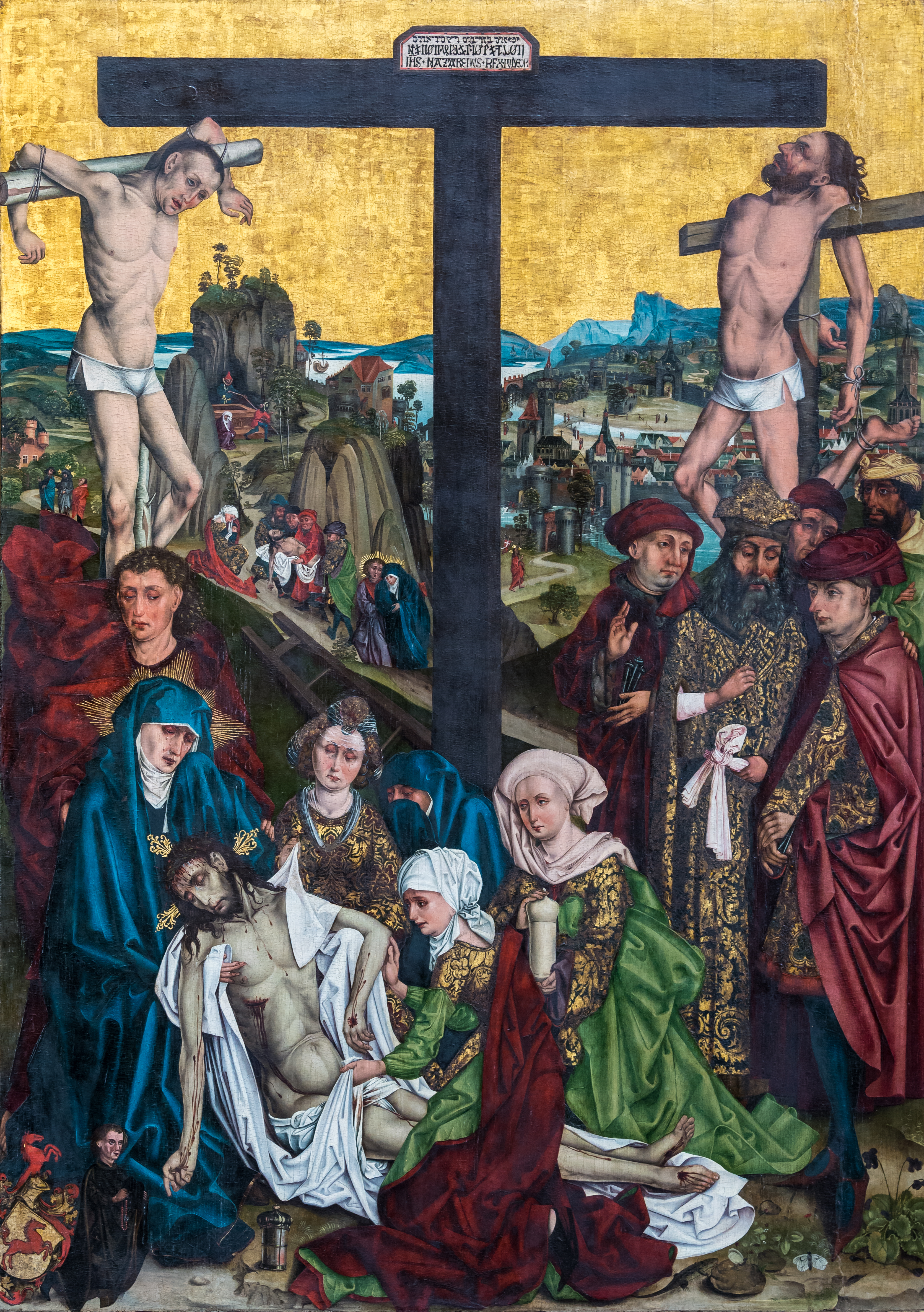
Krisztus levétele a keresztről

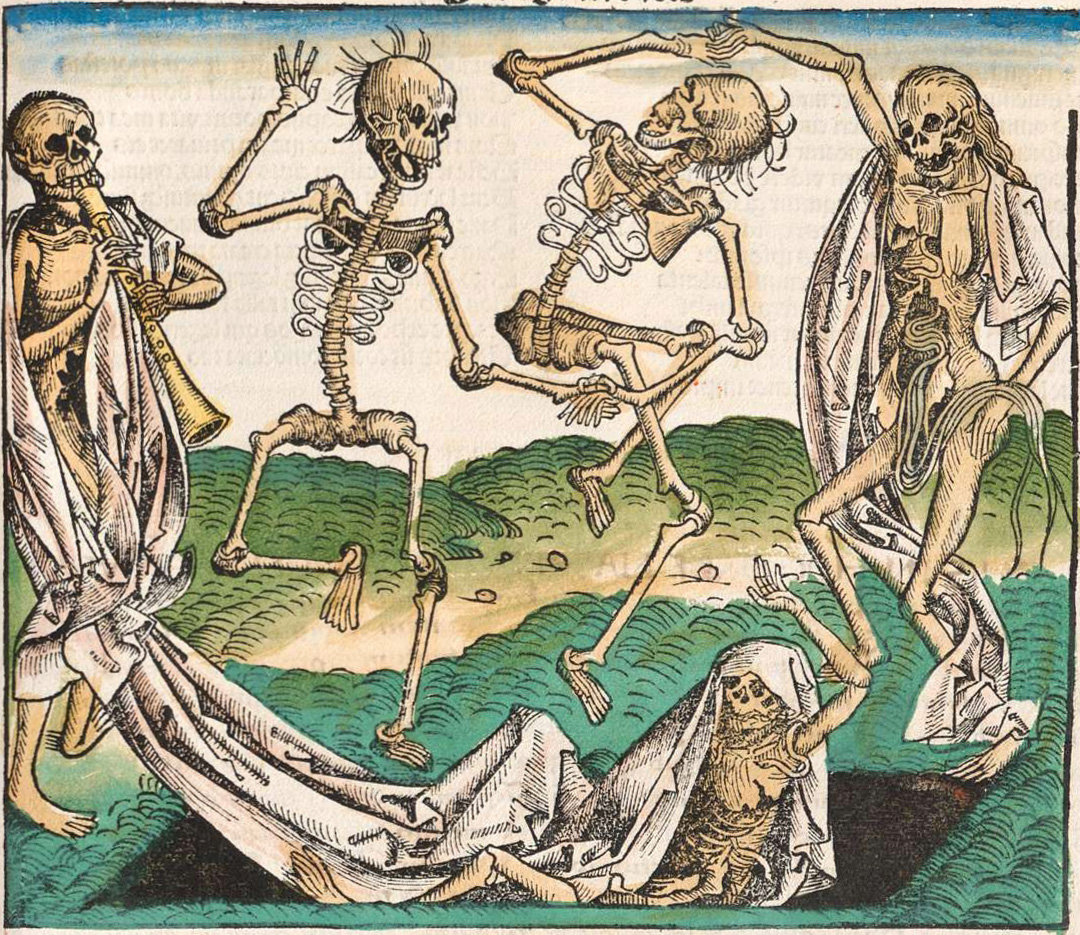
Haláltánc, Nürnbergi Krónika, 261. o. A világ hetedik korszaka

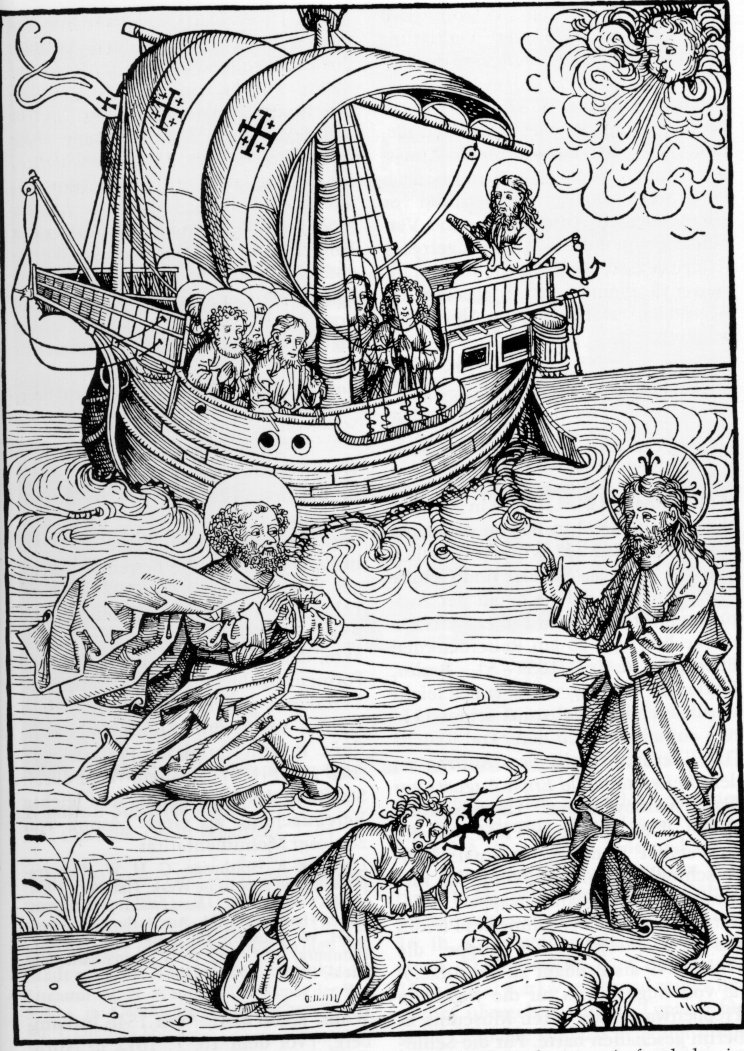
Péter apostol vízenjárása

Wolgemut 1434-ben született Nürnbergben, és úgy tűnik, Flandriában vagy a flamand festmények tanulmányozásával alakult művészete. A müncheni Gabriel Angler festőművész tanítványa volt, és 1471 körül dolgozott Gabriel Maleßkircher műhelyében is. Aztán először az 1473-ban említett, igen foglalkoztatott nürnbergi festőműhelyt alapította, ahová 1486 végén Albrecht Dürer is belépett. Feltételezhető, hogy Wolgemut, aki feleségül vette Hans Pleydenwurff, korábbi munkáltatója özvegyét, átvette annak műhelyét is. A Weltchronik-illusztráció Wolgemut és Wilhelm Pleydenwurff, a mostohafia közös munkája. 

### Táblaképfestészete
Wolgemut stúdiójából nagyszámú faragott festett szárnyasoltár került ki, amelyek többnyire kézzel készültek, s utazók segítségével terjesztették őket. A legfontosabb négy szárnyúja, 1465-ből jeleneteket ábrázol Krisztus életéből (Alte Pinakothek, München), az oltár a Szent Mária-dóm Zwickauban (jelenetek Jézus fiatalkorából és szenvedésének történetéből, Peringsdörfer-oltár ma a Friedensdomban, Nürnbergben látható) nyolc férfi és női szent és Szent Vitus legendájának jelenetei. A Peringsdörfer-oltár valószínűleg egy ismeretlen mester munkája is. A Wolgemut műhelyéből egy másik nagy oltár a Keresztelő Szent János és Szent Márton varosi templomban , Schwabachban található. 
Fő művei a goslari tanácsterembeli festményei, a Krisztus gyermekkorából származó jelenetek a mennyezeten és a falakon császárok és szibillák alakjain. Ez utóbbiak ismeretlen mester műhelyéből is származhatnak. Wolgemut portrékat is festett. Jobb képein, amelyeket saját maga készített, a flamand festők egyikeként jelenik meg, mind kivitelezésük finomsága, mind érzelmességuk, a formák szögletessége, a típusok monotonsága, és néha eltúlzott a csúfságuk alapján is.

### Sokszorosított grafika
Wolgemut modelleket is készített fametszetekhez, beleértve a Stephan Fridolin Schatzbehalterben (Nürnberg, 1491) és Hartmann Schedel által készített, 1809-es fametszetet a Weltchronik számára (Nürnberg 1493), amelyek Albrecht Dürer ottléte alatt készültek. A Schedel világkrónikájában ő és mások által készített nürnbergi kétoldalas látkép, amely az első ilyen jellegű nyomtatott képnek tekinthető. 
Ezzel szemben Wolgemut nem készített rézmetszeteket. 

## Családja
Michael Wolgemut Valentin Wolgemut († 1469) és felesége, Anna († 1495) fiaként látta meg a napvilágot. Apja festő, és valószínűleg az ő tanára  is volt. 1473-ban feleségül vette Barbara Pleydenwurffot, Hans Pleydenwurff festő özvegyét. Úgy tartják, hogy ő volt a cég utazó kereskedője. Első felesége halála után elvette Christinét († 1550). 
Wilhelm Pleydenwurff, valószínűleg Hans fia, a Schedel-világkrónikán dolgozott. 

## Művei
- Hartmann Schedel félalakos portréja, fatáblára ragasztva
- Martin Pfinzing félalakos portréja fatáblára ragasztva
- Kozma és Damian félalakos olajportréja, Germanisches Nationalmuseum, Nürnberg [2]
- A Megváltó keresztre feszítése, fa és virágos aranyozott alapon
- A Megváltó keresztre feszítése a két lator közötti ... amely 1484-ben az Eberbach apátság oltárképe lett [3]
- Georg Keyper szentélye (Nürnberg, St. Lawrence ), 1484
- Peringsdörfer-oltár (Nürnberg, Béke templom ), 1486; Eredetileg az 1486-ban felszentelt Ágoston-rendi templomnak adományozták, átadva a Szent Keresztnek 1564-ben.
- Mária-oltár ( Dom St. Marien zu Zwickau), 1479, háromas szárnyasoltár (szentély mártírokkal és Madonnával, karácsonyi ciklus, szenvedésciklus)
- két oldalsó oltár a Rieterkirche St. Marienben és Christophorusban
- Schwabacher oltár a Stadtkirche Schwabach St. John the Baptist és St. Martinban, Schwabach
- Tucherschloss
- András-oltár (Szent András-templom Weissenburgban) 1500 körül

## Fordítás
- Ez a szócikk részben vagy egészben  a   Michael Wolgemut című német Wikipédia-szócikk ezen változatának fordításán alapul.  Az eredeti cikk szerkesztőit annak laptörténete sorolja fel. Ez a jelzés csupán a megfogalmazás eredetét és a szerzői jogokat jelzi, nem szolgál a cikkben szereplő információk forrásmegjelöléseként.